# Вибухозахист електрообладнання

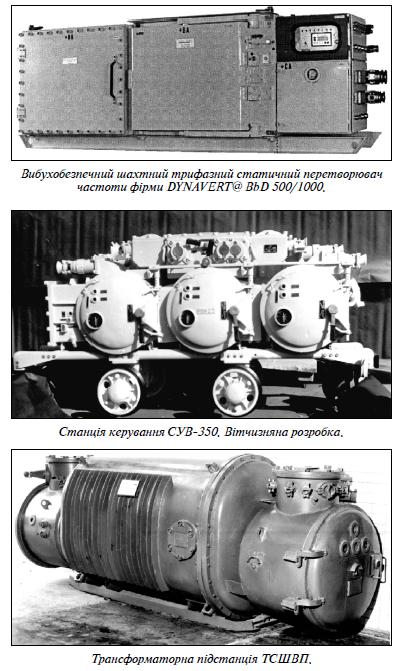

Вибухоза́хист електрообла́днання — конструктивне і (або) схемне рішення, що забезпечує вибухозахист електротехнічного пристрою.
Сукупність засобів В.е. встановлюється нормативними документами.
Найбільше застосування для потужного електрообладнання отримав вид захисту вибухонепроникна оболонка, для обладнання малої потужності (дек. дес. Вт — 300 Вт) — іскробезпечне електричне коло.
В окремих випадках застосовують інші види В.е.:
- Захист типу "е",
- заповнення або продувка оболонки під надлишковим тиском,
- масляне заповнення оболонки,
- кварцове заповнення оболонки,
- автоматичне захисне відімкнення електрообладнання,
- спеціальний вид вибухозахисту електрообладнання.